# 柳井バイパス

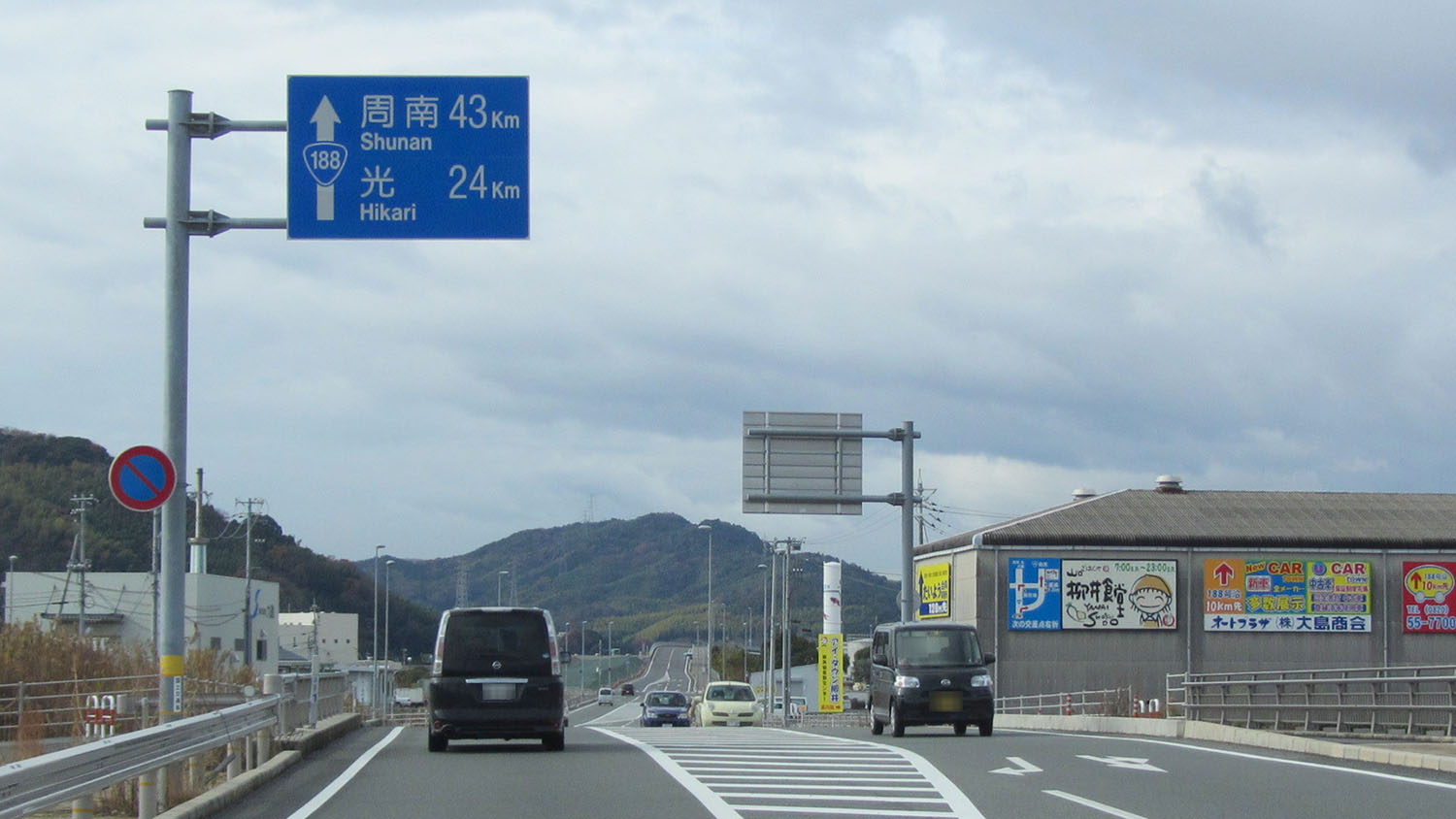
柳井バイパス
山口県柳井市柳井

柳井バイパス（やないバイパス）は、山口県柳井市にある国道188号のバイパス。延長3.5 km。国土交通省中国地方整備局山口河川国道事務所が整備している。

## 概要
- 起点：山口県柳井市柳井
- 終点：山口県柳井市南町三丁目（柳井警察署交差点）
- 全長：3.5 km
- 規格：第3種第1級
- 道路幅員：30.0 m
- 車線数：4車線（一部暫定2車線）
- 車線幅員：3.5 m
- 設計速度：60 km/h

柳井港付近を起点に、中国電力柳井火力発電所やビジコム柳井スタジアム等を結んだ後、柳井警察署前に至るバイパス道路である。柳井市中心部における交通渋滞の緩和、および交通安全対策等を目的として建設された。
2003年（平成15年）4月22日に柳井市道宮本開作線から終点までの1.9 kmが開通し、2009年（平成21年）4月28日には起点側の国道188号との接続部から柳井市道宮本開作線までの0.6 kmが開通した。開通した区間はいずれも暫定2車線である。2015年（平成27年）3月26日に東側の現道拡幅区間1.0 kmが完成した。

## 接続する主な道路
- 山口県道72号柳井上関線
- 山口県道7号柳井周東線（柳井警察署交差点〔終点〕）

## 地理

### 自然
- 柳井川

### 沿線の主な施設
- 中国電力柳井火力発電所
- ビジコム柳井スタジアム
- 新明和工業柳井工場
- 柳井市武道館
- 柳井警察署